# Journiac
Pour les articles homonymes, voir Journiac (homonymie).
Pour l’article ayant un titre homophone, voir Jourgnac.
Journiac est une commune française située dans le département de la Dordogne, en région Nouvelle-Aquitaine.

## Géographie

### Généralités
Dans le quart sud-est du département de la Dordogne, dans la partie ouest du Périgord noir, la commune de Journiac est proche du Périgord central et du Bergeracois. Elle est arrosée par le ruisseau de Journiac, appelé ruisseau de Ladouch dans sa partie aval.
Le petit bourg de Journiac, traversé par la route départementale (RD) 42, se situe, en distances orthodromiques, six kilomètres au nord-ouest du Bugue et quinze kilomètres à l'est-sud-est de Vergt.
Brièvement desservi au nord par la RD 32, le territoire communal est traversé du nord au sud sur près de six kilomètres par la RD 710 (axe Périgueux - Le Bugue).

### Communes limitrophes
Journiac est limitrophe de six autres communes.
| Val de Louyre et Caudeau | Saint-Félix-de-Reillac-et-Mortemart | Mauzens-et-Miremont  |
|                          | Journiac                            | Savignac-de-Miremont |
| Saint-Avit-de-Vialard    |                                     | Le Bugue             |

### Géologie et relief

#### Géologie
Situé sur la plaque nord du Bassin aquitain et bordé à son extrémité nord-est par une frange du Massif central, le département de la Dordogne présente une grande diversité géologique. Les terrains sont disposés en profondeur en strates régulières, témoins d'une sédimentation sur cette ancienne plate-forme marine. Le département peut ainsi être découpé sur le plan géologique en quatre gradins différenciés selon leur âge géologique. Journiac est située dans le troisième gradin à partir du nord-est, un plateau formé de calcaires hétérogènes du Crétacé.
Les couches affleurantes sur le territoire communal sont constituées de formations superficielles du Quaternaire et de roches sédimentaires datant pour certaines du Cénozoïque, et pour d'autres du Mésozoïque. La formation la plus ancienne, notée c4a(Bs), date du Santonien inférieur, composée de marnes à huîtres, calcaires crayeux en plaquettes gris à bryozoaires, puis grès carbonaté et sables jaunes (formation de Boussitran). La formation la plus récente, notée CFvs, fait partie des formations superficielles de type colluvions carbonatées de vallons secs : sable limoneux à débris calcaires et argile sableuse à débris. Le descriptif de ces couches est détaillé dans  la feuille « no 807 - Le Bugue » de la carte géologique au 1/50 000 de la France métropolitaine, et sa notice associée.

Carte géologique de Journiac.

#### Relief et paysages
Le département de la Dordogne se présente comme un vaste plateau incliné du nord-est (491 m, à la forêt de Vieillecour dans le Nontronnais, à Saint-Pierre-de-Frugie) au sud-ouest (2 m à Lamothe-Montravel). L'altitude du territoire communal varie quant à elle entre 85 m au sud, au lieu-dit le Mestrou, là où le ruisseau de Journiac quitte la commune et entre sur celle du Bugue, et 254 m au nord-ouest, entre les lieux-dits la Plantade et le Souquier,.
Dans le cadre de la Convention européenne du paysage entrée en vigueur en France le 1er juillet 2006, renforcée par la loi du 8 août 2016 pour la reconquête de la biodiversité, de la nature et des paysages, un atlas des paysages de la Dordogne a été élaboré sous maîtrise d’ouvrage de l’État et publié en octobre 2020. Les paysages du département s'organisent en huit unités paysagères et 14 sous-unités. La commune fait partie du Périgord noir, un paysage vallonné et forestier, qui ne s’ouvre que ponctuellement autour de vallées-couloirs et d’une multitude de clairières de toutes tailles. Il s'étend du nord de la Vézère au sud de la Dordogne (en amont de Lalinde) et est riche d’un patrimoine exceptionnel.
La superficie cadastrale de la commune publiée par l'Insee, qui sert de référence dans toutes les statistiques, est de 18,88 km2,,. La superficie géographique, issue de la BD Topo, composante du Référentiel à grande échelle produit par l'IGN, est quant à elle de 19,49 km2.

### Hydrographie

#### Réseau hydrographique
La commune est située dans le bassin de la Dordogne au sein du Bassin Adour-Garonne. Elle est drainée par le ruisseau de Ladouch,.
Le ruisseau de Ladouch, ou ruisseau de Journiac dans sa partie amont, d'une longueur totale de 9,23 km, prend sa source dans le nord du territoire communal et se jette dans la Vézère en rive droite, au Bugue. Il traverse la commune du nord au sud sur cinq kilomètres et demi.

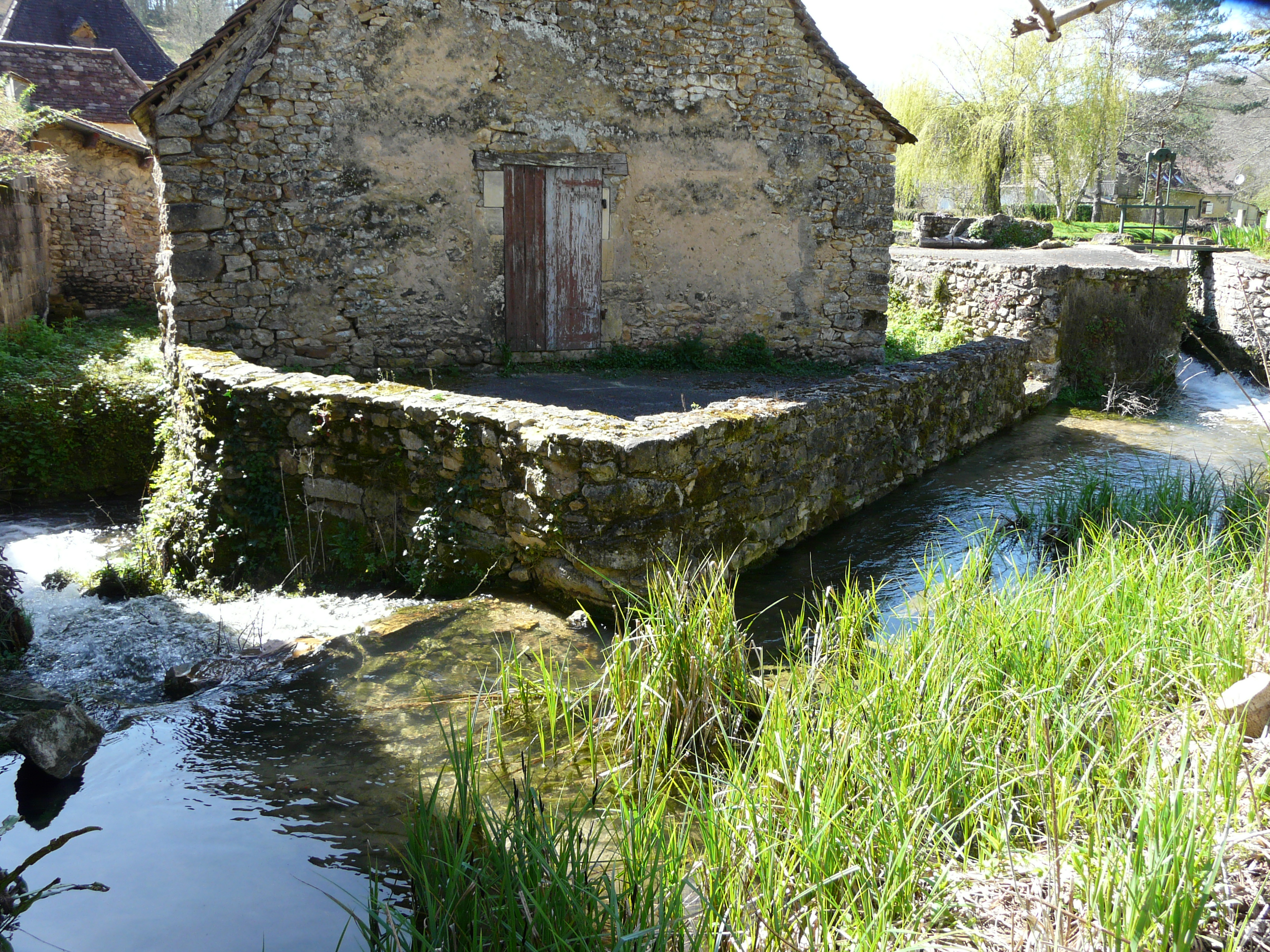
Le ruisseau de Journiac dans le bourg.
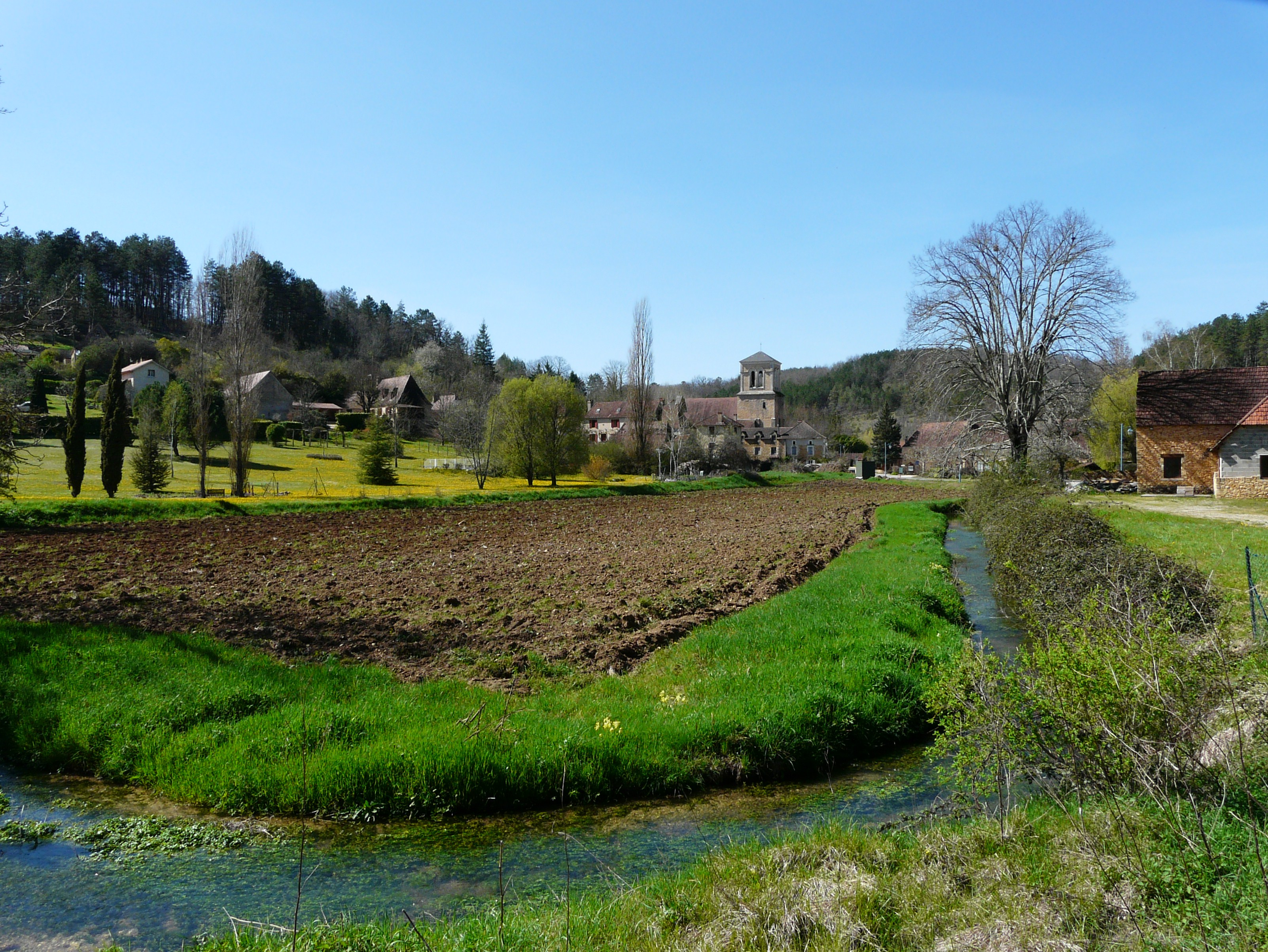
Le ruisseau de Journiac au sud du bourg.
Réseaux hydrographique et routier de Journiac.
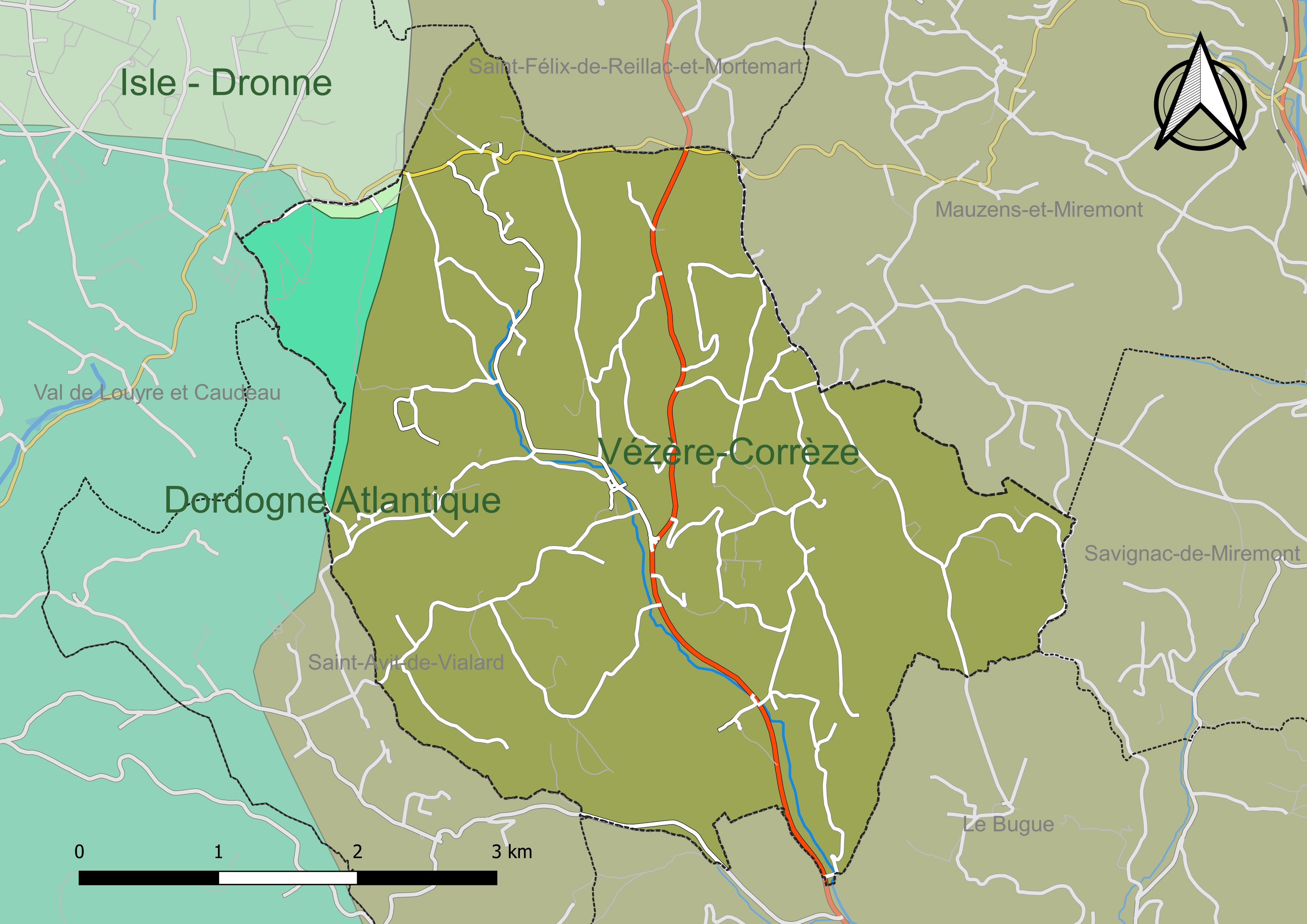
Carte des schémas d'aménagement et de gestion des eaux (SAGE) couvrant le territoire communal de Journiac.

#### Gestion et qualité des eaux
Le territoire communal est couvert par les schémas d'aménagement et de gestion des eaux (SAGE) « Dordogne Atlantique », « Isle - Dronne » et « Vézère-Corrèze ». Le SAGE « Dordogne Atlantique », dont le territoire correspond au sous‐bassin le plus aval du bassin versant de la Dordogne (aval de la confluence Dordogne - Vézère)., d'une superficie de 2 700 km2 est en cours d'élaboration. La structure porteuse de l'élaboration et de la mise en œuvre est l'établissement public territorial de bassin de la Dordogne (EPIDOR). Le SAGE « Isle - Dronne », dont le territoire regroupe les bassins versants de l'Isle et de la Dronne, d'une superficie de 7 500 km2, a été approuvé le 2 août 2021. La structure porteuse de l'élaboration et de la mise en œuvre est également l'EPIDOR. Le SAGE « Vézère-Corrèze », dont le territoire regroupe les bassins versants de la Vézère et de la Corrèze, d'une superficie de 3 730 km2 est en cours d'élaboration. La structure porteuse de l'élaboration et de la mise en œuvre est le conseil départemental de la Corrèze. Ils définissent chacun sur leur territoire les objectifs généraux d’utilisation, de mise en valeur et de protection quantitative et qualitative des ressources en eau superficielle et souterraine, en respect des objectifs de qualité définis dans le troisième SDAGE  du Bassin Adour-Garonne qui couvre la période 2022-2027, approuvé le 10 mars 2022.
La majeure partie du territoire communal dépend du SAGE Vézère-Corrèze. Une zone d'environ un kilomètre carré au nord-ouest est rattachée au SAGE Dordogne Atlantique et une autre, minime, d'environ cinq hectares, au SAGE Isle - Dronne.
La qualité des eaux de baignade et des cours d’eau peut être consultée sur un site dédié géré par les agences de l’eau et l’Agence française pour la biodiversité.

### Climat
Pour des articles plus généraux, voir Climat de la Nouvelle-Aquitaine et Climat de la Dordogne.
En 2010, le climat de la commune est de type climat océanique altéré, selon une étude s'appuyant sur une série de données couvrant la période 1971-2000. En 2020, Météo-France publie une typologie des climats de la France métropolitaine dans laquelle la commune est toujours exposée à un climat océanique altéré et est dans la région climatique  Aquitaine, Gascogne, caractérisée par une pluviométrie abondante au printemps, modérée en automne, un faible ensoleillement au printemps, un été chaud (19,5 °C), des vents faibles, des brouillards fréquents en automne et en hiver et des orages fréquents en été (15 à 20 jours).
Pour la période 1971-2000, la température annuelle moyenne est de 12,5 °C, avec  une amplitude thermique annuelle de 15 °C. Le cumul annuel moyen de précipitations est de 918 mm, avec 12,4 jours de précipitations en janvier et 6,4 jours en juillet. Pour la période 1991-2020, la température moyenne annuelle observée sur la station météorologique la plus proche, située sur la commune de Bassillac et Auberoche à 21 km à vol d'oiseau, est de 13,1 °C et le cumul annuel moyen de précipitations est de 480,0 mm. Pour l'avenir, les paramètres climatiques de la commune estimés pour 2050 selon différents scénarios d’émission de gaz à effet de serre sont consultables sur un site dédié publié par Météo-France en novembre 2022.

## Urbanisme

### Typologie
Au 1er janvier 2024, Journiac est catégorisée commune rurale à habitat très dispersé, selon la nouvelle grille communale de densité à 7 niveaux définie par l'Insee en 2022.
Elle est située hors unité urbaine et hors attraction des villes,.

### Occupation des sols
L'occupation des sols de la commune, telle qu'elle ressort de la base de données européenne d’occupation biophysique des sols Corine Land Cover (CLC), est marquée par l'importance des forêts et milieux semi-naturels (56 % en 2018), en diminution par rapport à 1990 (58,7 %). La répartition détaillée en 2018 est la suivante : 
forêts (56 %), zones agricoles hétérogènes (35,6 %), prairies (5,6 %), terres arables (2,9 %). L'évolution de l’occupation des sols de la commune et de ses infrastructures peut être observée sur les différentes représentations cartographiques du territoire : la carte de Cassini (XVIIIe siècle), la carte d'état-major (1820-1866) et les cartes ou photos aériennes de l'IGN pour la période actuelle (1950 à aujourd'hui).

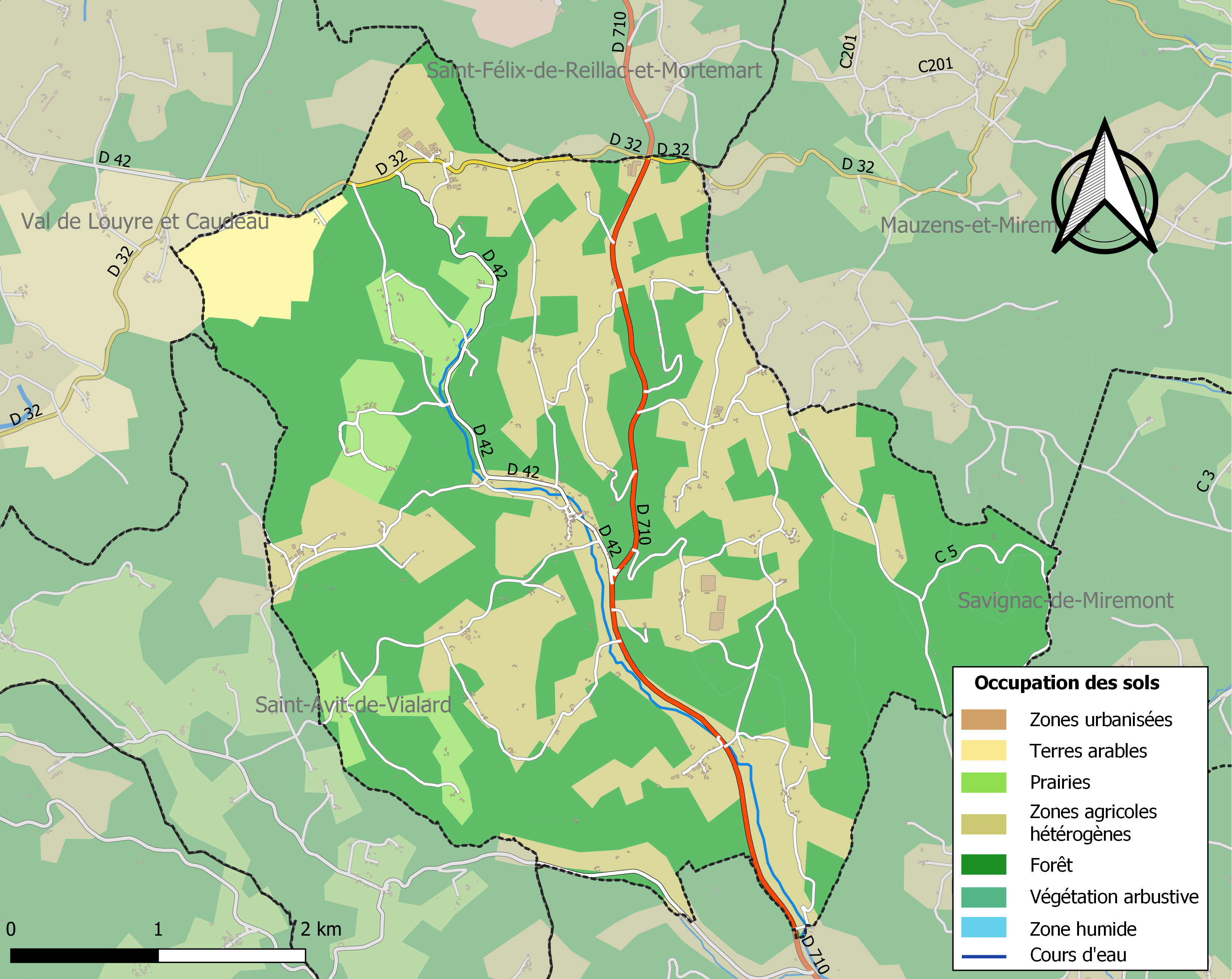
Carte des infrastructures et de l'occupation des sols de la commune en 2018 (CLC).

### Prévention des risques
Le territoire de la commune de Journiac est vulnérable à différents aléas naturels : météorologiques (tempête, orage, neige, grand froid, canicule ou sécheresse), feux de forêts, mouvements de terrains et séisme (sismicité très faible). Un site publié par le BRGM permet d'évaluer simplement et rapidement les risques d'un bien localisé soit par son adresse soit par le numéro de sa parcelle.
Journiac est exposée au risque de feu de forêt. L’arrêté préfectoral du 14 mars 2013 fixe les conditions de pratique des incinérations et de brûlage dans un objectif de réduire le risque de départs d’incendie. À ce titre, des périodes sont déterminées : interdiction totale du 15 février au 15 mai et du 15 juin au 15 octobre, utilisation réglementée du 16 mai au 14 juin et du 16 octobre au 14 février. En septembre 2020, un plan inter-départemental de protection des forêts contre les incendies (PidPFCI) a été adopté pour la période 2019-2029,.

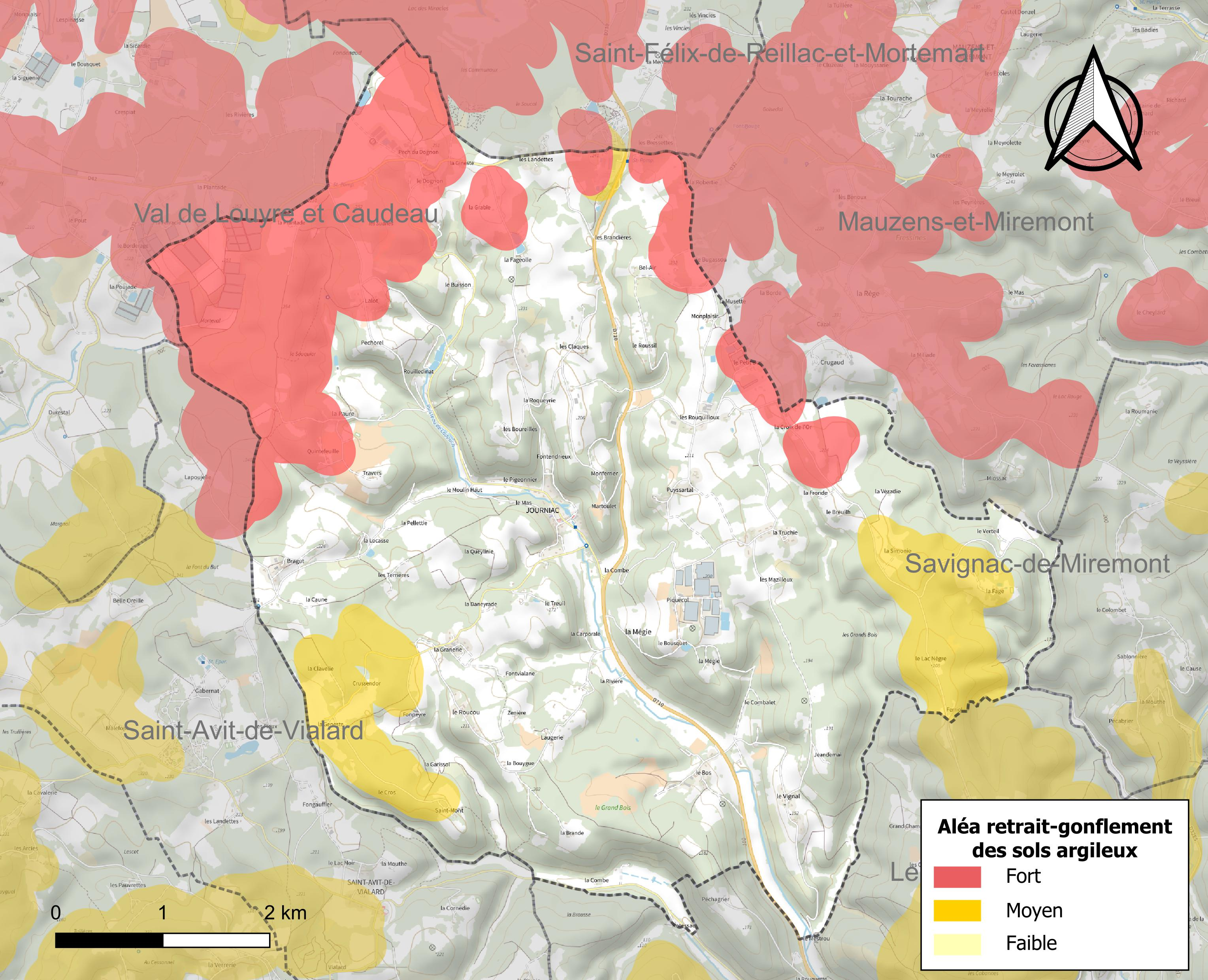
Carte des zones d'aléa retrait-gonflement des sols argileux de Journiac.

Les mouvements de terrains susceptibles de se produire sur la commune sont des tassements différentiels. Le retrait-gonflement des sols argileux est susceptible d'engendrer des dommages importants aux bâtiments en cas d’alternance de périodes de sécheresse et de pluie. 26,4 % de la superficie communale est en aléa moyen ou fort (58,6 % au niveau départemental et 48,5 % au niveau national métropolitain). Depuis le 1er octobre 2020, en application de la loi ÉLAN, différentes contraintes s'imposent aux vendeurs, maîtres d'ouvrages ou constructeurs de biens situés dans une zone classée en aléa moyen ou fort,.
La commune a été reconnue en état de catastrophe naturelle au titre des dommages causés par les inondations et coulées de boue survenues en 1982, 1999 et 2008, par la sécheresse en 1989 et 2011 et par des mouvements de terrain en 1999 et 2000.

## Toponymie
La première mention connue du lieu remonte au XIIIe siècle sous la forme « Jornhac », puis au siècle suivant apparaissent Castrum de Jornacho, relatif à un château fort, et Jornhacum.
Sur la carte de Cassini représentant la France entre 1756 et 1789, le village est identifié sous le nom de « Journac ».
Le nom de la commune est tiré de Juronius, d'origine gallo-romane, suivi du suffixe -acum indiquant le « domaine de Juronius ».
En occitan, la commune porte le nom de Jornhac.
Sur la planète Mars, en mars 2021, l'une des cibles d'analyses poussées effectuées sur un affleurement rocheux par l'astromobile Curiosity de la NASA, est baptisée d'après la commune.

## Histoire
L'occupation du territoire communal dès le Paléolithique est attestée par le gisement du Treil.
À proximité de la voie romaine "Vesunna-Divona Cadurcorum" se trouvait un oppidum.
Comme en témoigne son chœur, l'église de Journiac date du XIIe siècle. Elle a été fortifiée pour servir de repli défensif lors de la guerre de Cent Ans.
Pendant la Seconde Guerre mondiale, Journiac abritait le Groupe Lasserre, un groupe de l'Armée Secrète, dirigé par Maurice Lasserre.

## Politique et administration

### Administration municipale
La population de la commune étant comprise entre 100 et 499 habitants au recensement de 2017, onze conseillers municipaux ont été élus en 2020,.

### Liste des maires

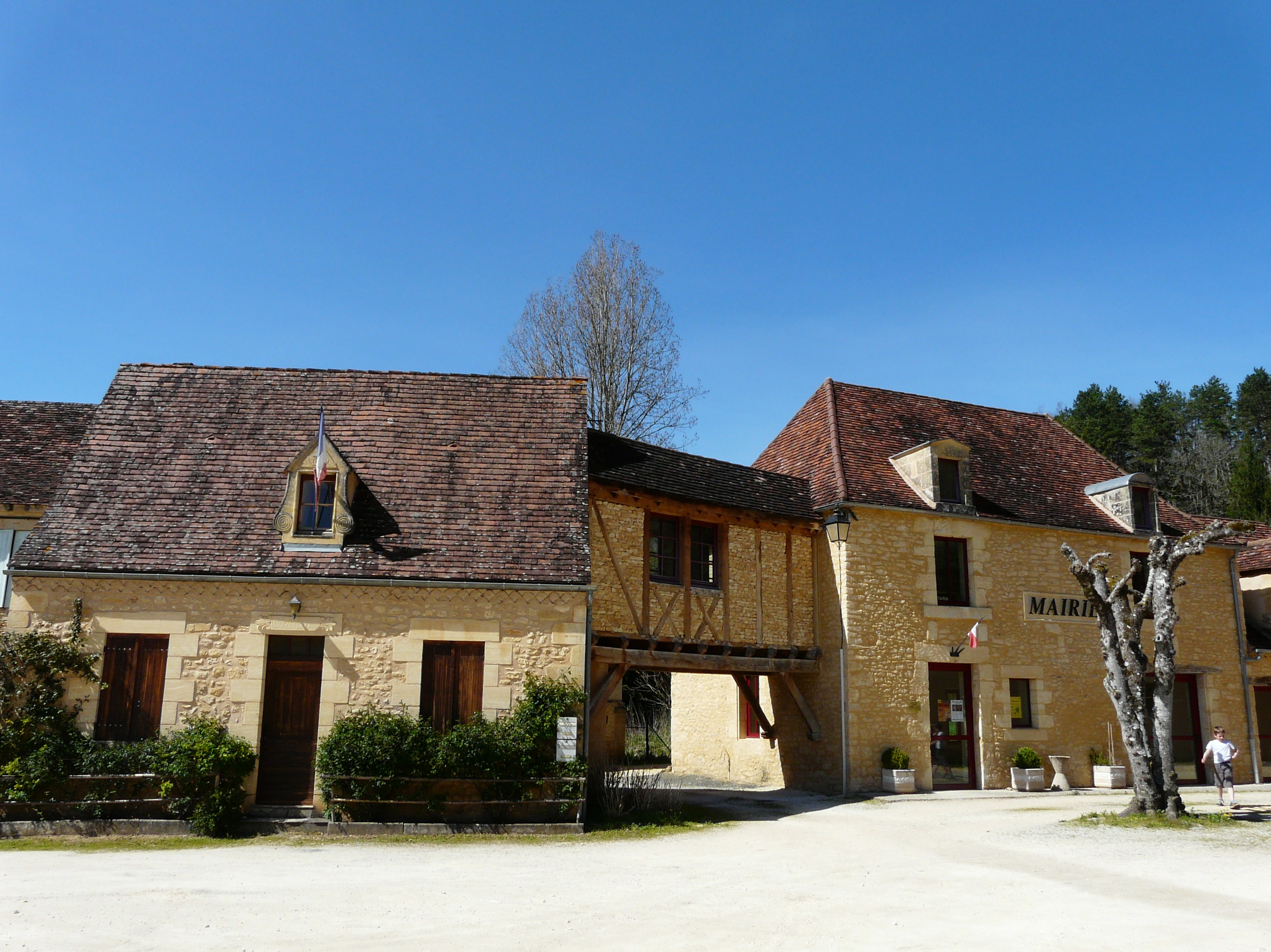
L'ancienne et la nouvelle mairie.

| Période                                  | Période      | Identité           | Étiquette | Qualité                                    |
| ---------------------------------------- | ------------ | ------------------ | --------- | ------------------------------------------ |
| Les données manquantes sont à compléter. |              |                    |           |                                            |
|                                          |              |                    |           |                                            |
| mars 2001                                | avril 2014   | Marie-Claude Ruaud | SE        | Retraitée comptable                        |
| avril 2014                               | janvier 2023 | Michel Bouynet     |           |                                            |
| janvier 2023                             | mars 2023    | Jean-Louis Teulet  |           | Premier adjoint faisant fonctions de maire |
| mars 2023                                | En cours     | Jean-Louis Teulet  |           |                                            |

## Équipements et services publics

### Justice
Dans le domaine judiciaire, Journiac relève : 
- du tribunal de proximité de Sarlat-la-Canéda ;
- du tribunal judiciaire, du tribunal pour enfants, du conseil de prud'hommes et du tribunal de commerce de Bergerac ;
- du pôle Nationalité du tribunal judiciaire de Périgueux (compétent uniquement dans le domaine de la nationalité) ;
- de la cour d'appel et de la  cour administrative d'appel de Bordeaux.

## Population et société

### Démographie
L'évolution du nombre d'habitants est connue à travers les recensements de la population effectués dans la commune depuis 1793. Pour les communes de moins de 10 000 habitants, une enquête de recensement portant sur toute la population est réalisée tous les cinq ans, les populations de référence des années intermédiaires étant quant à elles estimées par interpolation ou extrapolation. Pour la commune, le premier recensement exhaustif entrant dans le cadre du nouveau dispositif a été réalisé en 2008.

En 2022, la commune comptait 481 habitants, en évolution de +11,86 % par rapport à 2016 (Dordogne : +0,37 %, France hors Mayotte : +2,11 %).
| 1793 | 1800 | 1806 | 1821 | 1831 | 1836 | 1841 | 1846 | 1851 |
| ---- | ---- | ---- | ---- | ---- | ---- | ---- | ---- | ---- |
| 850  | 793  | 668  | 902  | 936  | 909  | 888  | 901  | 940  |

| 1856 | 1861 | 1866 | 1872 | 1876 | 1881 | 1886 | 1891 | 1896 |
| ---- | ---- | ---- | ---- | ---- | ---- | ---- | ---- | ---- |
| 926  | 906  | 900  | 829  | 805  | 795  | 783  | 732  | 672  |

| 1901 | 1906 | 1911 | 1921 | 1926 | 1931 | 1936 | 1946 | 1954 |
| ---- | ---- | ---- | ---- | ---- | ---- | ---- | ---- | ---- |
| 604  | 619  | 611  | 520  | 510  | 487  | 444  | 422  | 362  |

| 1962 | 1968 | 1975 | 1982 | 1990 | 1999 | 2006 | 2008 | 2013 |
| ---- | ---- | ---- | ---- | ---- | ---- | ---- | ---- | ---- |
| 338  | 309  | 276  | 305  | 345  | 365  | 399  | 408  | 451  |

| 2018 | 2022 | - | - | - | - | - | - | - |
| ---- | ---- | - | - | - | - | - | - | - |
| 443  | 481  | - | - | - | - | - | - | - |

### Enseignement
En 2019, la commune disposait d'une école primaire avec maternelle et élémentaire. Elle a fermé en juillet 2021, entraînant la scolarisation des enfants au Bugue.
En 2024, l'association qui gère l'école alternative de La Douze propose de réutiliser l'édifice pour en faire un collège associatif.

## Économie

### Emploi
En 2015, parmi la population communale comprise entre 15 et 64 ans, les actifs représentent 218 personnes, soit 47,9 % de la population municipale. Le nombre de chômeurs (quinze) a augmenté par rapport à 2010 (onze) et le taux de chômage de cette population active s'établit à 6,9 %.

### Établissements
Au 31 décembre 2015, la commune compte cinquante-cinq établissements, dont vingt-six au niveau des commerces, transports ou services, douze dans l'agriculture, la sylviculture ou la pêche, dix dans la construction, quatre dans l'industrie, et trois relatifs au secteur administratif, à l'enseignement, à la santé ou à l'action sociale.

## Culture locale et patrimoine

### Lieux et monuments
- Église Saint-Saturnin du XIIe siècle, fortifiée au Moyen Âge[43].
- Gisement paléolithique du Treil.
- En 2019, le parc de loisirs Univerland ouvre au lieu-dit la Menuse, proposant notamment un jeu laser dans un labyrinthe de 1 600 m2, des films dynamiques en réalité virtuelle, ou encore la possibilité de découvrir le lancer de haches, activité répandue au Canada et aux États-Unis[60].

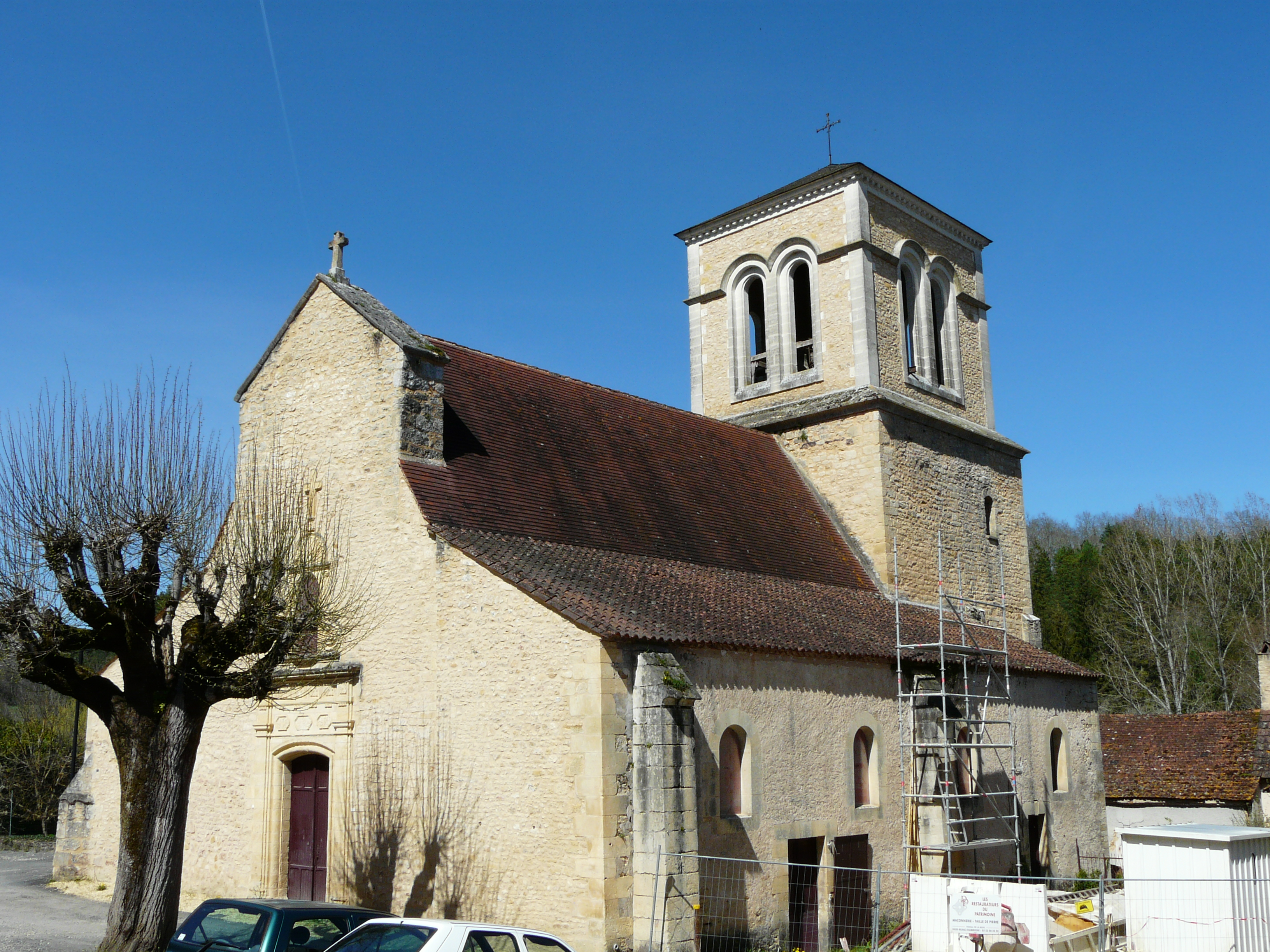
L'église Saint-Saturnin.
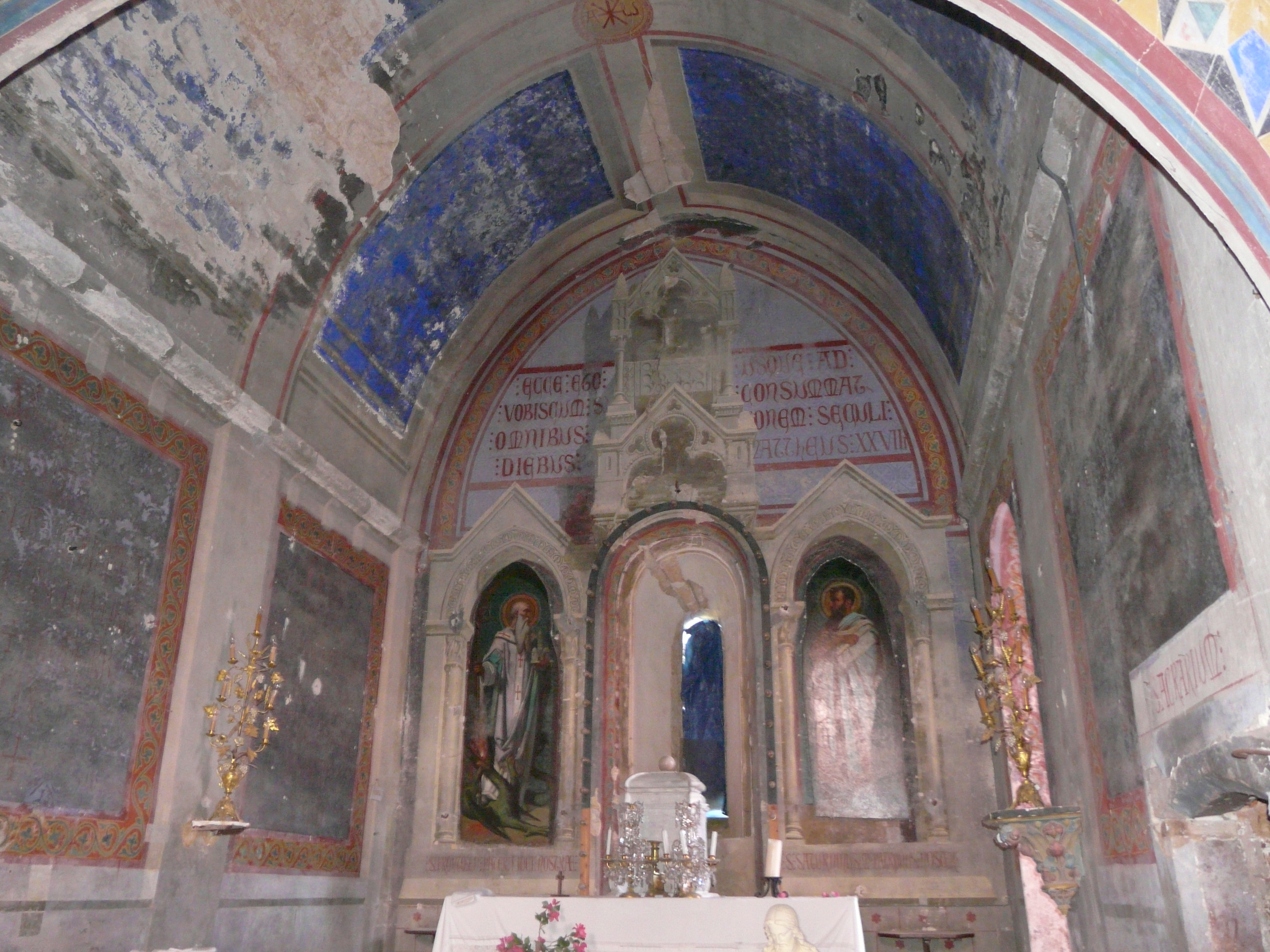
Les peintures du chœur.
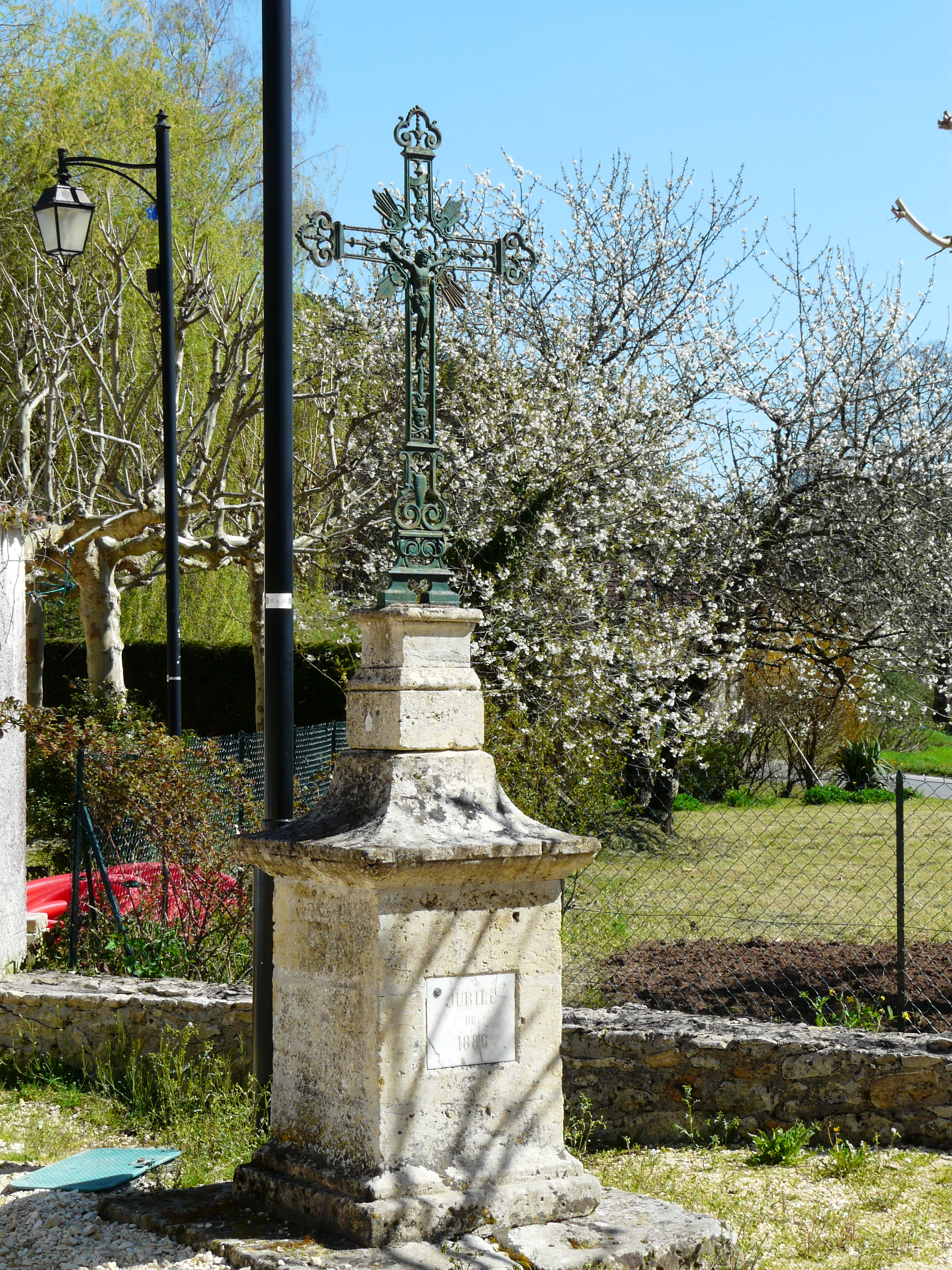
Croix de jubilé de 1886.
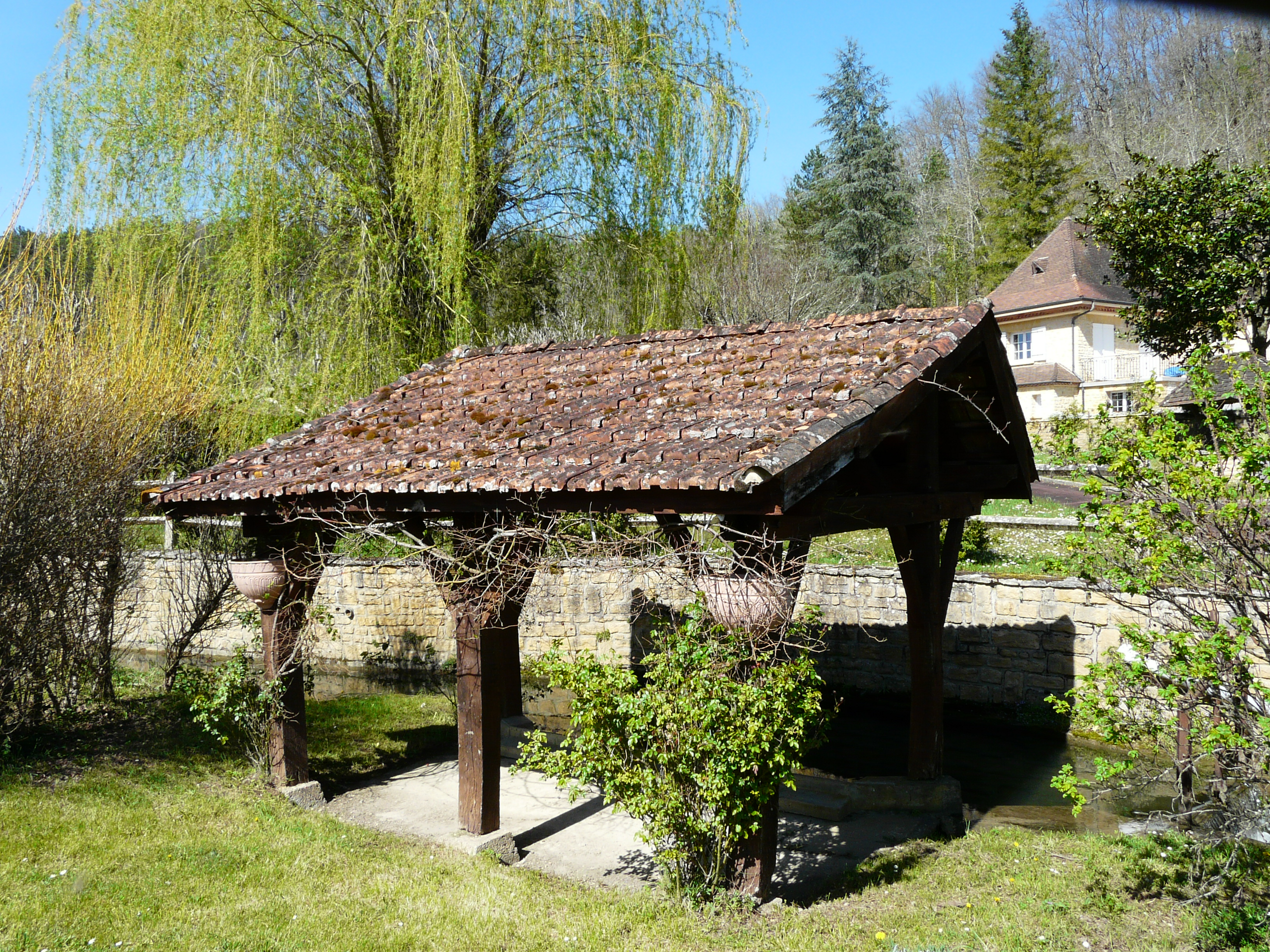
Lavoir.

### Héraldique
| Blason de Journiac | Blason  | Parti, mi-parti à dextre : au 1er de gueules à trois lions d'or, au 2d coupé au I d'or à la croix cléchée, pommetée de douze pièces d'or* et remplie de gueules, au II d'argent à la bande d'azur accompagnée de six quartefeuilles de gueules ordonnées en orle. |
| Blason de Journiac | Détails | Le statut officiel du blason reste à déterminer. |

## Pour approfondir